# Laccogrypota invalida
Laccogrypota invalida är en insektsart som först beskrevs av Jacobi 1908.  Laccogrypota invalida ingår i släktet Laccogrypota och familjen spottstritar. Inga underarter finns listade i Catalogue of Life.